# 小行星5036
5036 塔特爾 (1991 US2) 是一顆主帶小行星，於1991年10月31日被上田清二和金田宏在北海道釧路市發現。

## 外部連結
- JPL Small-Body Database Browser on 5036 Tuttle （页面存档备份，存于）